# Hajdúsámson
Hajdúsámson es una ciudad húngara perteneciente al distrito de Debrecen en el condado de Hajdú-Bihar, con una población en 2012 de 13 105 habitantes.
Se conoce su existencia desde el siglo XIII, cuando se menciona en el Regestrum Varadinense. Adquirió el estatus urbano en 2004.
Se ubica en la periferia nororiental de Debrecen, en la salida de dicha ciudad por la carretera 471 que lleva a Satu Mare por Mátészalka.